# Platyura pallipes
Platyura pallipes är en tvåvingeart som först beskrevs av Macquart 1826.  Platyura pallipes ingår i släktet Platyura och familjen platthornsmyggor.
Artens utbredningsområde är Frankrike. Inga underarter finns listade i Catalogue of Life.